# Listă de orașe din statul Delaware

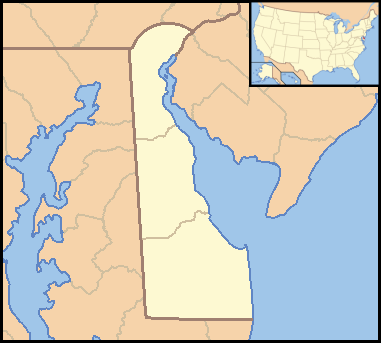
Harta statului și încadrarea sa în SUA

- Listă alfabetică a orașelor din statul Delaware, SUA.
- Delaware City
- Dover
- Georgetown
- Harrington
- Lewes
- Milford
- Newark
- New Castle
- Rehoboth Beach
- Seaford
- Wilmington